# The Complete Book of Humanoids
The Complete Book of Humanoids è un libro di fonti per la seconda edizione del gioco di ruolo d'avventura fantasy Advanced Dungeons & Dragons.

## Contenuti
L'obiettivo principale di questo libro era quello di fornire le linee guida per diverse razze da utilizzare come personaggi dei giocatori, normalmente considerate solo "mostri".
Le razze trattate in questo libro includono: aarakocra, alaghi, beastman, bugbear, bullywug, centauro, fremlin, giant-kin (firbolg), giant-kin (voadkyn), gnoll, gnoll (flind), goblin, hobgoblin, kobold, uomo lucertola, minotauro, mongrelman, orco, mezzogre, ogre, mezz'orco, pixie, satiro, sauro, swanmay e wemic.

## Storia della pubblicazione
Il Libro completo degli umanoidi è stato scritto da Bill Slavicsek per la TSR. Pubblicato nel 1993, l'editing è stato curato da Jon Pickens, le immagini in bianco e nero da Doug Chaffee e quelle a colori da Chaffee, Sam Rakeland, Thomas Baxa e Clyde Caldwell.

## Ricezione
Mike Lampman ha recensito l'opera in Shadis #9 e ha detto che "nel complesso, il manuale degli Umanoidi è un buon investimento se siete giocatori di AD&D, o GM, che cercano di rendere più vivace la vostra campagna giocando qualcosa di un po' fuori dal comune. È ben scritto e curato, come la maggior parte dei prodotti TSR, ed è ben strutturato".
Rick Swan ha recensito il libro per la rivista Dragon #205 (maggio 1994) e ha considerato il libro una "grande scossa alle regole di AD&D", in quanto il Manuale del Giocatore permetteva ai giocatori di scegliere solo tra sei razze di personaggi, mentre questo libro espande il numero di opzioni di razze a 20" osservando inoltre che il libro impone delle restrizioni per mantenere l'equilibrio del gioco.
Trenton Webb, della rivista britannica di giochi di ruolo Arcane, afferma che la classe dello sciamano di questo libro è costituita da "incantesimi dei sacerdoti rubati e da mumbo jumbo".
Un articolo di James Wyatt in Dragon #250 (agosto 1998) presentava le regole per giocare varie razze acquatiche, tra cui crabmen, koalinth, locathah, malenti, merfolk, pahari, selkie e vodyanoi nello stesso formato usato in The Complete Book of Humanoids.  Wyatt ha riconosciuto che "Il Libro Completo degli Umanoidi ha infranto una barriera di lunga data nel gioco di AD&D, consentendo ai giocatori di creare personaggi di quasi tutte le razze umanoidi", e ha notato che il libro bilanciava attentamente vantaggi come la grande forza fisica con svantaggi sostanziali, soprattutto sotto forma di pregiudizi e superstizioni da parte delle razze più comuni. I personaggi dei giocatori basati sulle creature presentate in questo articolo dovrebbero affrontare lo stesso tipo di pregiudizi, oltre a particolari limitazioni fisiche quando cercano di interagire con gli abitanti della superficie.